# Fajtastandard
Egy fajtastandard (más néven kiállítás standard vagy vonások standardja) az állattartásban és tenyésztésben azokat az iránymutatásokat tartalmazza, amelyeket arra használnak, hogy biztosítsák a tenyésztők vagy tenyésztelepek által nemesített állatok sajátosságainak a fajtájuk sajátosságaival való megegyezését.
A fajtastandardokat nem egyes személyek, hanem tenyésztő szövetségek, illetve klubok dolgozzák ki. Céljuk az állatfajok és -fajták felhasználásának vagy céljának leírása. A fajtastandardok segítenek egy fajta ideális példányának definiálásában, és célokat tűznek ki az állományukat fejlesztő tenyésztők elé. A fajtastandard lényegében egy tervrajz egy állathoz, amely tökéletesen ellátja a feladatot, amire tenyésztették, legyen az terelés, nyomkövetés, vagy bármi más, valamint megjelenésében is eleget tesz a fajta leírásának. A fajtastandardok nem tudományos cikkek és eltérőek lehetnek szövetségenként, illetve országonként, akár egyazon faj esetén is. Nincs fajokon átívelő, rögzített formátuma a fajtastandardoknak, és idővel változnak, frissülnek.

## A fajtastandard tartalma
A fajtastandardok az állat olyan megfigyelhető tulajdonságait takarják, mint a megjelenés, a mozgás és a vérmérséklet. A fajtastandard pontos formái eltérőek lehetnek, mivel a fajtastandard nem tudományos dokumentum, és az ezt felügyelő szervezet tagjainak igényeivel változik. Általánosságban egy fajtastandard magában foglalhatja az adott fajta eredettörténetét, valamint az adott fajtára jellemző ideális külső felépítést és viselkedést. Bizonyos eltérések a standardtól hibának minősülnek. A fajtastandardtól való nagyfokú eltérés, a sok hiba, vagy bizonyos nagyobb hibák azt jelezhetik, hogy az állatot nem kellene tenyészteni, bár más célra való használhatóságát ezek nem akadályozzák. Jó felépítésűnek azt az állatot tekintik, amely szorosan illeszkedik (megfelel) a faja és fajtája fajtastandardjának.

## Alkalmazási példák
Az Amerikai Baromfitenyésztők Egyesületének baromfi fajtastandardjában például a kacsák és a libák súlyuk, míg a tyúkfajták méretük szerint vannak osztályozva. A tyúkok aszerint is osztályozva vannak, hogy tojástermelő, húsukért tartott vagy díszfajták-e. A marhák esetében a standardok lehetővé teszik az egyes fajták összehasonlítását, és közülük a legjobbak kiválasztását tenyésztés céljából. 

## Szabályozás
Egyes fajok esetében léteznek nemzetközi irányító testületek, melyek megpróbálják nemzetközi szinten szabályozni a fajta standardok terminológiáját és formátumát, de még ha létezik is ilyen nemzetközi megállapodás, akkor sem feltétlenül tartozik az adott fajjal foglalkozó összes egyesület a nemzetközi irányító testület alá. A Nemzetközi Kinológiai Szövetség ugyan nemzetközi szinten szabályozza a kutyákra vonatkozó fajtastandardokat, ennek ellenére a legnagyobb nyilvántartó, az Amerikai Kennel Klub nem tartozik hozzá, és saját fajtastandard formátumot követ. A WCF (World Cat Federation) szintén rendelkezik saját standardokkal, melyek a macskafajták leírását is tartalmazzák.

## Fordítás
Ez a szócikk részben vagy egészben  a   Breed standard című angol Wikipédia-szócikk ezen változatának fordításán alapul.  Az eredeti cikk szerkesztőit annak laptörténete sorolja fel. Ez a jelzés csupán a megfogalmazás eredetét és a szerzői jogokat jelzi, nem szolgál a cikkben szereplő információk forrásmegjelöléseként.